# ابراهیم العساف
ابراهیم العساف (عربی: إبراهيم بن عبد العزيز بن عبدالله العساف؛ زادهٔ ۲۸ ژانویهٔ ۱۹۴۹) سیاستمدار و وزیر امور  خارجه پیشین عربستان سعودی است. او پیشتر نمایندگی عربستان در صندوق بین‌الملل پول و بانک جهانی، معاونت رئیس بانک مرکزی، وزیر مشاور در دولت و وزارت دارایی را برعهده داشته و در حال حاضر عضو هیئت مدیره شرکت نفتی آرامکو است. ابراهیم العساف طی حکمی از ۲۷ دسامبر ۲۰۱۸ جایگزین عادل الجبیر و وزیر امور خارجه عربستان سعودی گردید.
بر اساس فرمان پادشاه سعودی، ابراهیم العساف در ۲۳ اکتبر ۲۰۱۹  برکنار شد و جای وی را شاهزاده فیصل بن فرحان آل سعود گرفت.